# Tsushima (Aichi)

Tsushima na província de Aichi

Tsushima (津島市; -shi) é uma cidade japonesa localizada na província de Aichi.
Em Maio de 2012 a cidade tinha uma população estimada em 66 154 habitantes e uma densidade populacional de 2 590 h/km². Tem uma área total de 25,08 km².
Recebeu o estatuto de cidade a 1 de Março de 1947.
No final de Julho, a cidade acolhe o Festival Tenno 天王祭り (Tenno Matsuri), com uma tradição de mais de duzentos anos. O ponto alto deste evento de dois dias por ano consiste numa dúzia de barcos, decorados com cerca de 400 lanternas de papel, flutuando pelo rio Tenno abaixo.

## Transportes

### Ferrovias
- Meitetsu
  - Linha Tsushima
  - Linha Bisai

### Rodovias
- Rodovias expressas

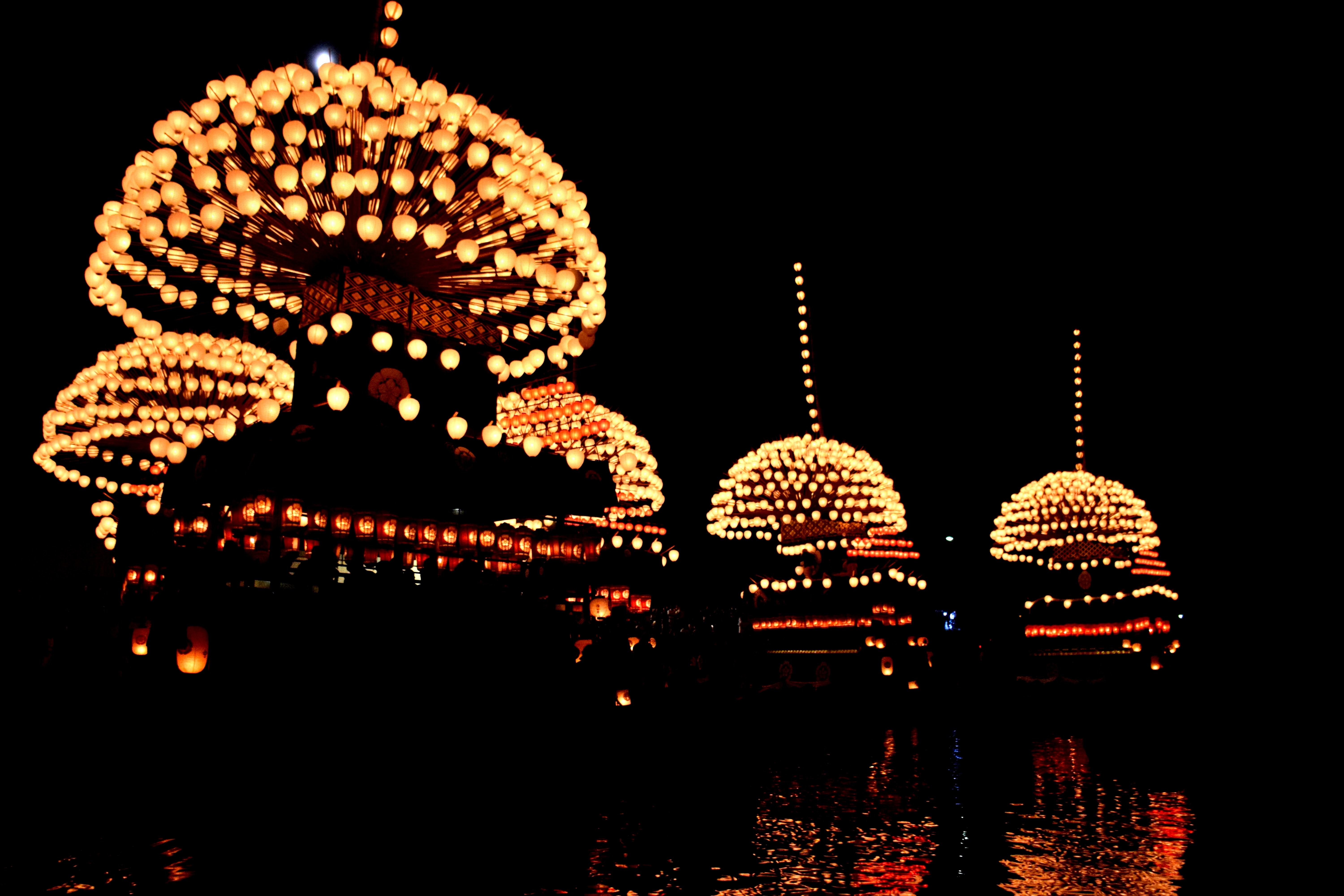
Festival Tenno

  - Rodovia expressa Higashi-Meihan (Yatomi IC - Yatomi)
- Rodovias nacionais
  - Rodovia Nacional Rota 155